# Terza forza (Francia)
La Terza forza (in francese: Troisième force) era una coalizione francese durante la Quarta Repubblica, formata da:
- Sezione Francese dell'Internazionale Operaia (SFIO);
- Unione Democratica e Socialista della Resistenza (UDSR);
- Partito Repubblicano, Radicale e Radical-Socialista (PRS);
- Movimento Repubblicano Popolare (MRP).

e altri partiti di centro, opposti sia al Partito Comunista Francese (PCF) che al movimento gollista. La Terza forza ha governato la Francia dal 1947 al 1951, succedendo al Tripartismo, alleanza tra SFIO, MRP e PCF. Dal 1948 la Terza forza è stata sostenuta anche dal conservatore Centro Nazionale degli Indipendenti e dei Contadini (CNIP), che riuscì a far nominare Antoine Pinay, la sua figura più popolare, Presidente del consiglio nel 1952, un anno dopo la dissoluzione della coalizione.

## Storia
La Terza forza fu organizzata dopo l'esonero del Vicepresidente del consiglio Maurice Thorez e di altri quattro ministri comunisti dal governo di Paul Ramadier durante la crisi del maggio 1947, che sia in Italia che in Francia portò all'esclusione dei comunisti dal governo. In Francia la crisi poteva essere riassunta come: il rifiuto dei comunisti di continuare il supporto alla riconquista coloniale del Vietnam da un lato e al congelamento dei salari durante un periodo di iperinflazione dall'altro, fu il fattore scatenante per l'esonero di Thorez e dei suoi colleghi dalla coalizione di governo nel maggio 1947. Tuttavia, l'eterogeneità della Terza forza aumentò l'instabilità ministeriale. Anche se mantenne la maggioranza dopo le elezioni legislative del 1951, in parte a causa del cambiamento del sistema di voto, la coalizione era divisa al proprio interno su politiche economiche, laicità e finanziamento delle scuole confessionali. I socialisti lasciarono la coalizione nel 1951 e i seguenti governi furono formati da partiti di centro e centro-destra: il Partito Radicale, l'UDSR, l'MRP e il CNIP.
L'idea di far rivivere una terza forza tra il centro-sinistra e del centro-destra in Francia da allora è stata posta periodicamente. Il socialista Gaston Defferre e il radicale Jean-Jacques Servan-Schreiber sostennero tale alleanza nel 1960, che si concluse con la disastrosa candidatura di Defferre nelle elezioni presidenziali del 1969. I presidenti Valéry Giscard d'Estaing e François Mitterrand tentarono senza successo di far rivivere la Terza forza, quest'ultimo facendo così perseguì una politica di ouverture verso l'UDF dopo il fallimento dei socialisti e dei loro alleati nell'ottenere la maggioranza assoluta nelle elezioni legislative del 1986. Tuttavia, ogni volta, il più importante partito di destra, il Raggruppamento per la Repubblica (RPR), si oppose a tale alleanza. Questa strategia è ora seguita da François Bayrou e il Movimento Democratico (MoDem), un partito di centro.

## Seggi parlamentari

### 1947-1948
| I Legislatura (Novembre 1946) | I Legislatura (Novembre 1946)                       | I Legislatura (Novembre 1946)   | Seggi     |
| ----------------------------- | --------------------------------------------------- | ------------------------------- | --------- |
|                               |                                                     | Movimento Repubblicano Popolare | 173 / 627 |
|                               | Sezione Francese dell'Internazionale Operaia        | 102 / 627                       |           |
|                               | Partito Repubblicano, Radicale e Radical-Socialista | 43 / 627                        |           |
|                               | Unione Democratica e Socialista della Resistenza    | 26 / 627                        |           |
| Totale                        | Totale                                              | Totale                          | 344 / 627 |

### 1948-1951
| I Legislatura (Novembre 1946) | I Legislatura (Novembre 1946)                       | I Legislatura (Novembre 1946)   | Seggi     |
| ----------------------------- | --------------------------------------------------- | ------------------------------- | --------- |
|                               |                                                     | Movimento Repubblicano Popolare | 173 / 627 |
|                               | Sezione Francese dell'Internazionale Operaia        | 102 / 627                       |           |
|                               | Centro Nazionale degli Indipendenti e dei Contadini | 67 / 627                        |           |
|                               | Partito Repubblicano, Radicale e Radical-Socialista | 43 / 627                        |           |
|                               | Unione Democratica e Socialista della Resistenza    | 26 / 627                        |           |
| Totale                        | Totale                                              | Totale                          | 411 / 627 |